# Planes del Sero II
Les Planes del Sero II és un jaciment arqueològic prehistòric al municipi de l'Albagés, (Les Garrigues), inclòs a l'Inventari del Patrimoni Arqueològic i Paleontològic de Catalunya.

## Situació geogràfica i geològica
Les coordenades UTM són X: 314647.00, Y: 4590938.00 i es troba a una altitud de 363 m. per sobre el nivell del mar. Està situat a un lloc d'explotació agropecuària, entre terrasses de camps de cultiu d'ametller i oliveres.

## Descobriment i historiografia del jaciment
L'any 2003 el Pla Especial va aprovar una sèrie de prospeccions arqueològiques per determinar l'afectació de la construcció del sistema de regadiu del canal Segarra-Garrigues, presentat pel Departament d'Agricultura, Ramaderia i Pesca de la Generalitat de Catalunya, l'objectiu era determinar l'afectació del projecte sobre el patrimoni arqueològic i paleontològic. La prospecció les van dur a terme els membres del Grup d'Investigació Prehistòrica (G.I.P.) de la Universitat de Lleida, i es van documentar diversos jaciments arqueològics inèdits fins al moment, entre els quals es troba Les Planes del Sero II.
El jaciment va ser localitzat l'any 2003 en una intervenció preventiva i de prospecció que es va fer als terrenys pròxims al Canal Segarra-Garrigues que es veien afectats per la construcció de l'embassament de l'Albegés. Els promotors van ser Reg de Catalunya SA. i la directora de la intervenció va ser l'arqueòloga Anna Colet Marcé. Les activitats al terrenys es van dur a terme del 2 de juny al 15 de juliol del 2003. La totalitat del jaciment es veu afectat per la construcció de l'embassament.

## Descripció
Es tracta d'un jaciment del Paleolític a l'aire lliure.

## Les troballes
La totalitat dels materials es van localitzar al vessant aterrassat de l'entorn. concretament es va trobar una ascla retocada de sílex, 5 nuclis de sílex i 1 fragment de sílex, tot ells amb abundant pàtina i concrecions. També, de manera superficial, es van trobar fragments de ceràmica d'època moderna i contemporània.